# Nasal velar
La nasal velar es un tipo de consonante usado en muchos idiomas orales. El símbolo en el Alfabeto Fonético Internacional que representa este sonido es ⟨ŋ⟩, y el símbolo X-SAMPA equivalente es N. El símbolo AFI es una letra n minúscula con una cola que apunta a la izquierda y sale del pie derecho. Tanto el símbolo como el sonido son comúnmente llamados "eng" o "engma" y a veces, en referencia al griego, "angma". El símbolo ŋ no debe ser confundido con el símbolo de la nasal palatal (ɲ), ni con de la nasal retrofleja (ɳ).

## Características
Características de la nasal velar:
- Su punto de articulación es velar, lo que significa que es articulada con la parte posterior (dorso) de la lengua contra el paladar blando (el velo).
- Su tipo de fonación es sonora, lo que significa que las cuerdas vocales vibran durante la articulación.
- Es una consonante nasal, lo que significa que el aire escapa a través de la nariz.
- Es una consonante central, lo que significa que es producida permitiendo al aire fluir por encima de la lengua, en vez de por los lados.
- La iniciación es egresiva pulmónica, como en la mayoría de sonidos, lo que significa que es articulada empujando el aire con los pulmones a través del tracto vocal, en vez de mover el aire con la glotis o la propia boca.

## Variantes
| AFI | Descripción   |
| --- | ------------- |
| ŋ   | ŋ simple      |
| ŋ̊   | ŋ sorda       |
| ŋ̍   | ŋ silábica    |
| ŋ̈   | ŋ murmurada   |
| ŋ̃   | ŋ rechinada   |
| ŋʷ  | ŋ labializada |

## En español
En idioma español es un alófono de /n/ (cuyo alófono más frecuente es la nasal alveolar [n]) que aparece ante las consonantes oclusivas velares /k/ y /g/, como en las palabras "anca" ['aŋ.ka] y "tango" ['taŋ.go], y ante la consonante fricativa velar sorda /x/, como en la palabra "angina" [aŋ'xi.na]. En algunos dialectos, como el español peruano ribereño o la variedad del castellano de Galicia también aparece en final de palabra: "razón" ([ra'soŋ] en la variedad peruana ribereña, [ra'θoŋ] o [ra'soŋ] en la variedad gallega). Finalmente, algunos hablantes de castellano chilote la conservan como un fonema independiente en préstamos del mapudungun y en esos casos se escribe ng, gn o g̲, como por ejemplo, en "ngeregüe" [ŋe'ɾe.ɰwe].
Existe como fonema propio en préstamos lingüísticos ingleses con terminación en -ng (lifting, bullying, grooming, microblading).